# Idotea
Idotea es un género de crustáceo isópodo marino de la familia Idoteidae.

## Especies
Las especies de este género son:
- Idotea aleutica Gurjanova, 1933
- Idotea balthica (Pallas, 1772)
- Idotea brevicauda Dana, 1853
- Idotea brevicorna Milne-Edwards, 1840
- Idotea chelipes (Pallas, 1766)
- Idotea danai Miers, 1881
- Idotea delfini Porter, 1903
- Idotea emarginata (Fabricius, 1793)
- Idotea fewkesi Richardson, 1905
- Idotea granulosa Rathke, 1843
- Idotea gurjanovae Kussakin, 1974
- Idotea indica Milne-Edwards, 1840
- Idotea linearis (Linnaeus, 1766)
- Idotea metallica Bosc, 1802
- Idotea neglecta Sars, 1897
- Idotea obscura Rafi, 1972
- Idotea ochotensis Brandt, 1851
- Idotea orientalis Gurjanova, 1933
- Idotea ostroumovi Sowinsky, 1895
- Idotea pelagica Leach, 1815
- Idotea phosphorea Harger, 1873
- Idotea rufescens Fee, 1926
- Idotea spasskii Gurjanova, 1950
- Idotea urotoma Stimpson, 1864
- Idotea whymperi Miers, 1881
- Idotea ziczac Barnard, 1951